# Ciclone Amphan
A tempestade superciclônica Amphan foi um ciclone tropical muito poderoso, que em maio de 2020 causou prejuízos numa vasta área sobre a Índia Oriental e Bangladesh. Foi o ciclone tropical mais forte a atingir o Delta do Ganges desde o Ciclone Sidr na temporada de ciclones no Índico Norte de 2007, Amphan é a primeira tempestade superciclônica na Baía de Bengala desde o Ciclone de Orissa de 1999.
O primeiro ciclone tropical da temporada de ciclones do Índico Norte de 2020, as origens de Amphan podem ser rastreadas até uma área de baixa pressão persistindo a uns 300 km a oeste de Colombo, Sri Lanka em 13 de maio de 2020. Situada sobre a Baía de Bengala em 29 de abril. Seguindo para noroeste, as temperaturas de superfície do mar muito quentes favoreceram a intensificação gradual, e o Joint Typhoon Warning Center (JTWC) notou que uma depressão tropical tinha formado em 15 de maio, enquanto o Departamento Meteorológico da Índia (IMD) fez o mesmo em 16 de maio. Um dia mais tarde, Amphan começou a ciclogênese explosiva e em pouco mais de 12 horas, Amphan tornou-se uma tempestade ciclónica extremamente severa.
Em 18 de maio, a aproximadamente 17h30min IST (12h00min UTC), Amphan conseguiu a sua intensidade máxima com ventos sustentados de 3 minutos de 130 kn (240 km/h), ventos de 1 minuto sustentado de 140 kn (260 km/h), e uma pressão barométrica central mínima de 925 mbar (27.3 inHg). Amphan também conseguiu um máximo de largura de 600 nm (6.0×10−10 km). Amphan começou um ciclo de substituição de olho pouco depois depois de atingir a intensidade máxima, o qual lhe causou a se debilitar. Continuando a rota para noroeste, passando rente ao longo da costa da Índia Oriental, Amphan lutou para completar o seu ciclo de substituição do olho, e a intrusão de ar seco começou a afectar o lado noroeste da convenção. O aumento do cisalhamento causou enfraquecimento continuado quando se aproximava de terra.
Em 20 de maio, entre as 15h30min IST e 16h30min IST (10h00min e 11h00min UTC), Amphan fez o landfall em Bengala Ocidental. Nessa época, o JTWC estimou o vento sustentado de 1 minuto de Amphan em 85 kn (100 mph). Amphan rapidamente debilitou-se uma vez em terra, e dissipou-se em remanescentes pelas 17h30min IST (12h00min UTC) em 21 de maio de 2020.
As áreas costeiras em Orissa, bem como Calcutá, Hugli, Howrah e North e South em Bengal do Oeste esteve afectado pelo ciclone. O ciclone também causou destruição significativa no Bangladesh.

## História meteorológica
Durante 13 de maio, uma área de baixa pressão se desenvolveu sobre a baía sudeste de Bengala, por volta de 1,020 km (630 mi) ao sudeste de Visagapatão, no estado indiano de Andra Pradexe. A área de baixa pressão foi localizada em um ambiente favorável para posterior desenvolvimento, com boa vazão equatorial, temperaturas quentes da superfície do mar e baixo vento vertical. Nos dois dias seguintes, o sistema ficou mais marcado à medida que se consolidava gradualmente, com faixas de convecção atmosférica profunda envolvendo o centro de circulação de baixo nível do sistema. Em 16 de maio, o Departamento Meteorológico da Índia (IMD) informou que a área de baixa pressão havia se transformado em depressão e a designada como BOB 01, enquanto se localizava cerca de 1,100 km (680 mi) ao sul de Paradip, no estado indiano de Orissa.
Movendo-se para o norte, a depressão se organizou continuamente e se tornou uma tempestade ciclônica algumas horas depois, recebendo o nome de Amphan. O sistema foi incapaz de se fortalecer ainda mais, uma vez que o cisalhamento moderado do vento situado ao leste compensava constantemente o lado oriental da convecção do sistema, tornando-o assimétrico. Em 17 de maio, as condições para intensificação significativa tornaram-se mais prováveis quando o cisalhamento do sul, que antes restringia qualquer tipo de intensificação, começou a diminuir, e o cisalhamento situado ao norte se deslocou para o interior. Posteriormente, Amphan se tornou uma tempestade ciclônica severa e, em seguida de acordo com o JTWC em apenas seis horas, começou a sofrer intensificação explosiva, com ventos sustentados de 1 minuto aumentando de 75 kn (139 km/h) às 18:00 UTC a 115 kn (213 km/h) - equivalente a uma furacão de categoria 4 na escala Saffir-Simpson. Além disso, o IMD atualizou Amphan para um ciclone tropical extremamente grave na escala de intensidade de ciclones do IMD. Nesse ponto, Amphan era um sistema expansivo, com nuvens que se estendiam por mais de 600 nm (6.0×10−10 km) com convecção central superdensa, profunda e simétrica. Ele também mantinha um olho nítido de 10 milhas de largura.
Por volta das 00:00 UTC de 18 de maio, imagens de microondas mostravam que um ciclo de substituição da parede do olho estava ocorrendo com a presença de duas paredes do olho concêntricas distintas, típicas para ciclones muito intensos. Durante o dia, Amphan lutou para concluir o ciclo de substituição da parede do olho e, portanto, a deixou vulnerável ao cisalhamento e ao ar seco; e a intrusão de ar seco começou a ocorrer no final de 18 de maio, com a porção noroeste da parede do olho começando a entrar em colapso como resultado da intrusão de ar seco. Além disso, o aumento do cisalhamento devido a movimentos monsoonais significava que o quadrante leste do sistema estava sendo continuamente degradado, tornando-o menos simétrico. Por volta das 17:30 IST (12:00 UTC), Amphan chegou a terra perto de Bakkhali, Bengala Ocidental com vento de 155 km/h (96 mph). Á medida que se moveu mais para dentro de terra, enfraqueceu rapidamente e em apenas seis horas depois de entrar em terra, a JTWC baixou o status de ciclone equivalente a Categoria 1 e emitiu o seu aviso final do sistema enquanto ele se desorganizava.

## Preparações

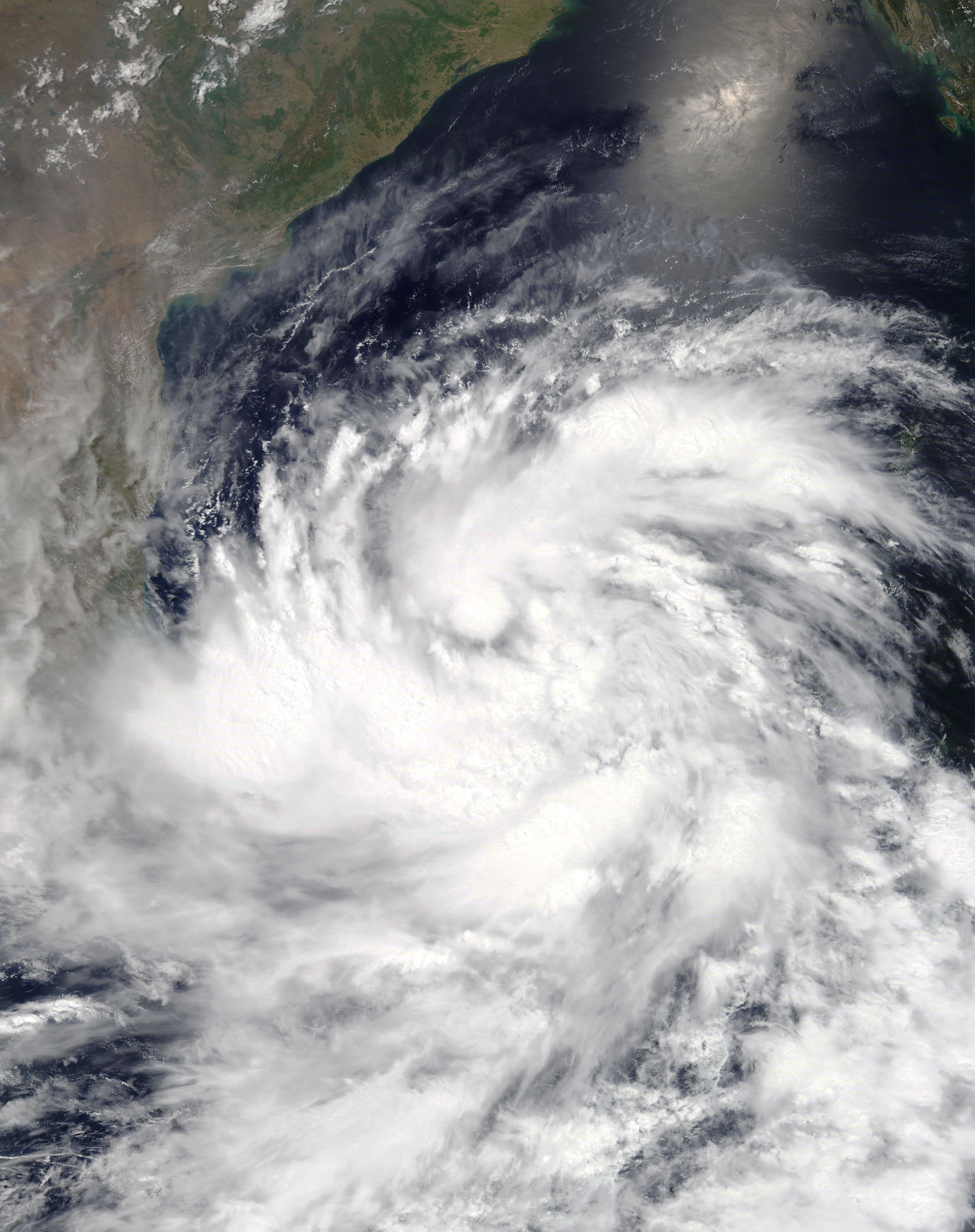
Amphan logo após sua designação como depressão tropical em 16 de maio

De acordo com o US Pacific Disaster Center, a faixa de previsão de Amphan deixou que 38,9 milhões de pessoas na Índia e Bangladesh corressem um risco de exposição aos ventos da tempestade. A formação do sistema precursor de baixa pressão levou o IMD a emitir um alerta ciclônico para a costa da Índia ao longo da Baía de Bengala, aconselhando os pescadores a não navegar para locais suscetíveis na Baía de Bengala a partir de 15-18 de maio. Os pescadores do Sri Lanka também foram aconselhados pelo governo nacional a retornar ou permanecer no país. Os navios e aeronaves da Guarda Costeira da Índia direcionaram os barcos de pesca para o porto, em coordenação com as administrações e os departamentos de pesca de Orissa e Bengala Ocidental. Os portos foram limpos e suas operações suspensas ao longo da Baía de Bengala e a Corporação de Transporte Aquaviário de Bangladesh cessaram o serviço de balsa nas principais rotas do Bangladesh. Os departamentos de obras públicas foram convocados pelo governo de Orissa para garantir a resiliência da infraestrutura; equipes e sistemas de backup para eletricidade e telecomunicações foram implantados para atender a essas necessidades, estabelecendo linhas de apoio para resposta a emergências. O serviço ferroviário Shramik para trabalhadores migrantes foi interrompido em Orissa e Bengala Ocidental por até quatro dias. Os comboios especiais da AC Express que operam rotas entre Nova Deli e Bhubaneswar foram desviados para evitar os efeitos do ciclone. Aeroporto Internacional Netaji Subhas Chandra Bose em Calcutá foi fechado até 21 de maio, com a evacuação de aviões e aviões a serem amarrados nos terminais e os telhados a serem fortificados para reduzir os danos.
O primeiro-ministro Narendra Modi realizou uma reunião com o ministro do Interior, Amit Shah, o ministro-chefe de Bengala Ocidental, Mamata Banerjee, o ministro-chefe de Odisha Naveen Patnaik e outros funcionários em 18 de maio, para revisar os preparativos e os planos de evacuação. As equipes da Força de Ação Rápida para Desastres de Orissa e da Força Nacional de Resposta a Desastres (NDRF) foram pré-posicionadas nos distritos de Orissa e Bengala Ocidental em 17 de maio para ajudar nos preparativos para Amphan e prestar ajuda sempre que necessário, com unidades adicionais colocadas em modo de espera; essas unidades poderiam ser prontamente transportadas de avião para as áreas afetadas a bordo dos aviões de transporte da Força Aérea Indiana. A Autoridade Nacional de Gerenciamento de Desastres informou que essas equipes e outros socorristas também precisariam de equipamentos de proteção individual e máscaras N95 devido à pandemia em andamento. Uma equipe de mergulho da Marinha Indiana foi enviada para Calcutá para ajudar nos esforços de socorro. O Ministério da Agricultura de Bangladesh aconselhou os agricultores costeiros a colher todos os arrozais maduros para mitigar a perda estimada de 12 por cento do rendimento da colheita. As províncias costeiras da Tailândia ao longo do mar de Andaman foram alertadas pelo Departamento Meteorológico da Tailândia sobre a ameaça de fortes chuvas em 19 de maio. Os alertas de tempestades emitidos pelo Departamento de Prevenção e Mitigação da Tailândia incluíram 62 províncias, incluindo Banguecoque enquanto alertas para inundações repentinas, ondas altas e deslizamentos de terra foram emitidos por 14 províncias do sul da Tailândia.

Ciclone Amphan intensifica-se explosivamente em 17 de maio

O governo de Orissa dirigiu os magistrados de quatro distritos em 15 de maio para estabelecer abrigos para possíveis evacuados. O secretário-chefe de Orissa, Asit Kumar Tripathy, identificou 403 possíveis abrigos de ciclones em áreas potencialmente impactadas por Amphan, embora 105 serviram como centros médicos temporários para quarentenas associadas à pandemia simultânea do COVID-19. Os abrigos só podiam ser preenchidos com um terço da capacidade de manter diretrizes de distanciamento social devido à pandemia. Edifícios adicionais foram identificados para possível uso como abrigos temporários para aumentar a capacidade de evacuação. Da mesma forma, restrições pandêmicas a abrigos em Bangladesh levaram vice-comissários em 19 distritos costeiros para colocar instituições educacionais e mesquitas para uso como abrigos. Mais de 12 000 abrigos foram abertos em todo o Bangladesh, fornecidos com alimentos e dinheiro de emergência do Ministério de Gerenciamento e Desastres de Bangladesh e com capacidade para 5,19 milhões de evacuados. Esperava-se que mais de um milhão de pessoas evacuassem de áreas próximas à fronteira entre Bangladesh e Índia. As evacuações começaram em 17 de maio em Jagatsinghpur, começando com os idosos e as grávidas que vivem em casas de palha. Os magistrados foram instruídos a começar a evacuar os residentes de casas vulneráveis e áreas baixas em Orissa no dia seguinte. O estado tinha capacidade de abrigo para até 1,1 milhões de evacuados, embora apenas 10 por cento deveria ser usado. O governo de Bengala Ocidental planejava evacuar 200 000 pessoas de suas casas em 18 de maio;. No total, quase 300 000 pessoas foram evacuadas do estado, incluindo 200 000 do distrito de North 24 Parganas. Previa-se que dois milhões de pessoas evacuassem de áreas baixas do Bangladesh em 19 de maio. Aproximadamente 50 000 pessoas evacuadas das ilhas dos Sundarbans.
Uma aviso laranja foi emitido pelo IMD que esteve em vigor para as costas de Orissa e Bengala Ocidental.

### Bangladesh
O Departamento Meteorológico de Bangladesh emitiu o Sinal de Perigo Nº 7 para os portos de Mongla e Payra, enquanto o Sinal de Perigo Nº 6 para o porto de Chittagong.

## Impacto
| País       | Fatalidade | Ref.          |
| ---------- | ---------- | ------------- |
| Bangladesh | 20         | [ 57 ]        |
| Índia      | 79         | [ 58 ] [ 59 ] |
| Sri Lanka  | 4          | [ 60 ] [ 61 ] |
| Total      | 103        |               |

### Sri Lanka
Como um sistema em desenvolvimento, Amphan trouxe chuvas e ventos fortes para o Sri Lanka. Um total de precipitação máxima de 24 horas de 214 mm (8.4 in) foi observada em Kegalle em 16 de maio. As chuvas intensas causaram inundações e deslizamentos de terra que mataram duas pessoas. Outras cinco pessoas ficaram feridas. Ventos fortes danificaram mais de 500 casas, incluindo 145 em Polonnaruwa.

### Índia

Animação de Satelite de Amphan chegando a terra perto de Bengala Ocidental em 20 de Maio

#### Kerala
De acordo com a avaliação primária do departamento de receita, a Vaikom taluk registrou uma perda acumulada de Rs. 147 milhões como 16 casas foram completamente destruídas e 313 casas foram parcialmente danificadas. O telhado de azulejos do templo Vaikom Mahadeva foi danificado devido aos ventos de alta velocidade como resultado de Amphan.
O Tamil Nadu enfrentou fortes chuvas em vários distritos. Ao longo da costa, cerca de 100 barcos de pesca foram danificados no distrito de Ramanathapuram devido aos ventos do ciclone.